# Prosetomorpha falcata
Prosetomorpha falcata är en fjärilsart som beskrevs av Davis 1996. Prosetomorpha falcata ingår i släktet Prosetomorpha och familjen äkta malar.
Artens utbredningsområde är Colombia. Inga underarter finns listade i Catalogue of Life.